# Bucculatrix gracilella
Bucculatrix gracilella är en fjärilsart som beskrevs av Frey. Bucculatrix gracilella ingår i släktet Bucculatrix och familjen kronmalar. Inga underarter finns listade i Catalogue of Life.